# Deck13 Interactive
Deck13 Interactive è un'azienda tedesca dedita allo sviluppo di videogiochi per home computer e console. Pubblica i suoi prodotti anche sotto l'etichetta Artex Software.

## Storia
I fondatori della Deck13 erano già attivi nel settore dei videogiochi fin dal 1997 sotto il nome di Artex Software, etichetta che l'azienda utilizza tuttora per alcuni suoi prodotti.
La compagnia ha vinto diversi premi ed è molto celebre nel settore delle avventure grafiche per la serie di Ankh.

## Prodotti

### Sotto l'etichettaDeck13
- Ankh
- Ankh: Il Cuore di Osiride
- Ankh: Battle of the Gods
- Ankh: The Lost Treasures
- Black Sails: The Ghost Ship
- Haunted
- Europa 1400
- Jack Keane: Al Riscatto dell'Impero Britannico
- Jade Rousseau: The Fall Of Sant Antonio
- Lords of the Fallen
- Luka And The Mysterious Silver Horse
- Luka And The Lost Treasure
- Reading The Dead
- Seven Symbols
- Stealth Combat
- The Surge
- The Surge 2
- Venetica

### Sotto l'etichettaArtex Software
- Ankh: The Tales of Mystery
- Botkiller 2
- Carnival Cruise Line Tycoon 2005: Island Hopping
- Exodus
- Ski Resort Tycoon: Deep Powder
- TEK 1608